# L'aplec del remei
L'aplec del remei [El encuentro del remedio; se refiere a la fiesta de la Virgen de los Remedios] es una zarzuela, la primera que se conserva en lengua catalana, que fue concebida por Anselmo Clavé y estrenada el 30 de diciembre de 1858 en el Gran Teatro del Liceo de Barcelona (España).

## Contexto
El texto está escrito en dos lenguas, castellano y catalán, según quien habla. El autor añadió una nota previa al libreto con el siguiente contenido: 

Los versos catalanes de esta zarzuela se han escrito tal como vulgarmente se habla en la provincia de Barcelona, y no en el verdadero catalán con que se esmera el autor en escribir sus coros populares.

Clavé aprovechó para reivindicar el asociacionismo con esta obra. El título de la zarzuela es una señal de hasta qué punto se tenía que ser muy sutil con cómo se expresaban determinadas ideas en la época, sobre todo él y más en aquel preciso momento, puesto que acababa de volver del exilio. No olvidemos que pasó por la prisión más de una vez en su vida (se entiende que con el título quiso decir: el remedio es el encuentro).
La creación de esta obra es muy anterior a la aparición del concepto de teatro lírico catalán, y de hecho el libreto se clasifica como zarzuela. La duración aproximada de la obra es 1 hora y 30 minutos.

## Números musicales
Según el libreto de la obra, la zarzuela contiene los siguientes números musicales:
- Introducción. Coro de hombres.
- Romanza de Tuyetas y dúo de Toyestas con Nan.
- Canción andaluza de Giménez.
- Final del acto I: Blai y coro mixto. Quinteto de Tuyestas, Paz, Giménez, Calahuet y Blai.
- Introducción acto II.
- Coro de vendedoras.
- Coro de hombres.
- Rondó de Tuyestas. Final del coro.

## Personajes
| Papel                                                  | tesitura | Intérpretes del estreno 30 de diciembre de 1858 |
| ------------------------------------------------------ | -------- | ----------------------------------------------- |
| Tuietes, sobrina del Sr. Blai                          | soprano  | Caterina Mas i Porcell                          |
| Sr. Blay, amo de un establecimiento de baños           | bajo     | Josep Obiols                                    |
| Calahuet, empleado del establecimiento                 | barítono | Miguel Ibáñez                                   |
| Antonia, empleada del establecimiento                  |          | Josefa Vidal                                    |
| Nan, enamorado de Tuyetas                              | barítono | Leopold Jover                                   |
| Saldoni, bañista                                       |          | Pere Mauri                                      |
| Socorro, su mujer                                      |          | Adela Zafrané                                   |
| Paz, hija de Socorro y Saldoni                         | soprano  | Ponciana Santana                                |
| Paco, teniente de caballería, primo de Paz             |          | José Senís                                      |
| Giménez, asistente del teniente                        | tenor    | Manuel Arcas                                    |
| Pere Pau, cabeza de una comitiva de obreros en romería |          | Luis Moragas                                    |
| Madrona, su mujer                                      |          | Emilia Danzan                                   |

## Argumento
Lugar: Caldas de Montbui
Época: fiestas de la Virgen de los Remedios, segundo domingo de octubre. Año sin indicar; hacia el año del estreno de la obra.
Doña Socorro acompañada de su hija y su segundo marido, Don Saldoni, un viejo rico, que, siempre que puede, engaña a su mujer con otras. Don Paco, primo de Doña Paz, se presenta en Caldas para ayudar a su tía a recuperar la paz junto al marido, puesto que está para casarse con su prima. Durante la estancia en Caldas, Don Saldoni intenta seducir a una chica de clase baja que estaba a punto de casarse con Nan. Esta chica, que se llama Tuietes, sin embargo, acabará ayudando a Doña Socorro a recuperar el amor de Don Saldoni de la siguiente forma: le seguirá el juego cuando este intente seducirla, y después le hará ver en el momento que convenga, que a un chico (Don Paco) seduce a Doña Socorro justo en el preciso instante en que Don Saldoni pensaba estar a punto de seducir Tuietes.

### Sátira
A lo largo de la obra el humor satírico y las pequeñas citas están muy presentes. Caricaturizando a personajes públicos de la época se encarga de hacer un llamamiento a la clase trabajadora para que se asocie y encuentre formas de hacer frente a las injusticias. Por ejemplo, los personajes de Doña Paz y su hija son una clara ridiculización de la reina María Cristina de Borbón e Isabel II, respectivamente. También encontramos escondido el himno de Riego en un momento concreto de la zarzuela.

## Influencias
Si se tiene presente y se conoce la obra de Pierre-Augustin Caron de Beaumarchais, Las bodas de Fígaro (que Mozart después convirtió en su ópera Li nozze di Fígaro), se nota un cierto paralelismo entre el argumento elaborado por Clavé y el de Beaumarchais. De hecho, se encuentran situaciones y personajes idénticos, como pueden ser Tuietes con Sussana (dos chicas de clase baja, ambas a punto de casarse; son seducidas por un hombre, a pesar de que acaban haciendo de celestinas con otro enlace amoroso…). Son muchos detalles los que hacen intuir o al menos sospechar que Clavé conocía muy bien la ópera de Mozart con guion de Beaumarchais.
También se encuentran similitudes con Va, pensiero de Verdi, en cuanto a reivindicar la unión de un colectivo, el asociacionismo, la unión del pueblo, de identidad colectiva. En este caso Clavé, critica a las clases pudientes y anima a las clases populares a unirse y luchar contra las injusticias de clase. Hay que recordar que Va, pensiero fue un llamamiento al pueblo italiano a reivindicar sus derechos frente a la opresión que sufrían por parte del Imperio austrohúngaro.

## Olvido y recuperación
Desde el año 1864 (por no decir desde el estreno en 1858) quedó totalmente en el olvido y además fue considerada —y todavía lo es— como una obra de ‹tercera división›. Aun así, en 2016 se volvió a interpretar en el Teatro Nacional de Cataluña. La iniciativa surgió del director del mismo teatro, Xavier Albertí, el cual incentivó el proceso de recuperación del guion y las partituras.

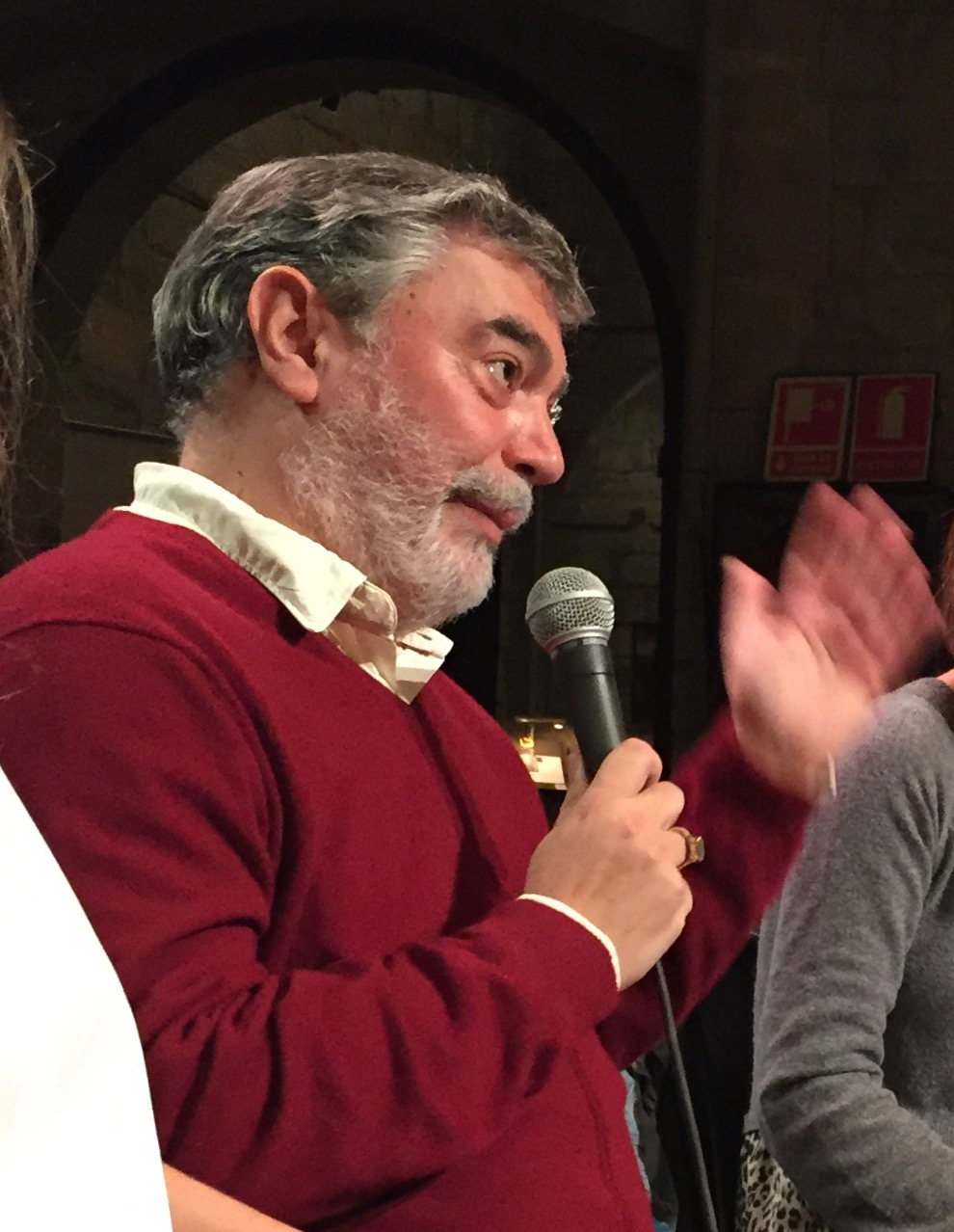
Xavier Albertí

Tomando el guion inicial como base, se articuló una divertida representación de L'aplec del remei que tuvo como objetivo, no solo resaltar la parte satírica de la obra, sino también enaltecer la figura del propio Clavé.
La interpretación fue efectuada por el propio Albertí (actuando de travestido, cómo es habitual, con su segunda identidad de Wanda Pitrowska), una orquesta sinfónica formada por estudiantes de la Escuela Superior de Música de Cataluña y el Coro de las glorias catalanas.
El reparto fue el siguiente:
- Tuietes (soprano): Maria Hinojosa Montenegro
- Doña Paz (mezzosoprano): Marta Fiol
- Giménez (tenor): Antoni Comas
- Enano (barítono): Josep-Ramon Olivé
- Blay (barítono): Miquel Cobos
- Actores: Oriol Genís; Roberto G. Alonso

## Representaciones de la zarzuela
En 2017 la Federación de Coros de Clavé encontró en sus archivos el manuscrito de la zarzuela, concretamente el libro del director. Durante unos meses un equipo de investigadores y musicólogos hicieron una importante tarea de recuperación, arqueología documental y tratamiento informático de las partituras manuscritas.
El resultado es una recuperación de la obra genuina del maestro Anselmo Clavé. Se presentó en rueda de prensa el 7 de julio de 2017 en la sede de la Sociedad Coral El Vallès de Ripollet. En la presentación, la investigadora Esperança Llebot y la musicòloga Elisenda Masachs explicaron el procedimiento de recuperación de las partituras y los criterios musicales, siempre respetando la idea original del compositor.

### Ripollet, 26 de agosto de 2017. Fiesta Mayor en la Plaza del Molino

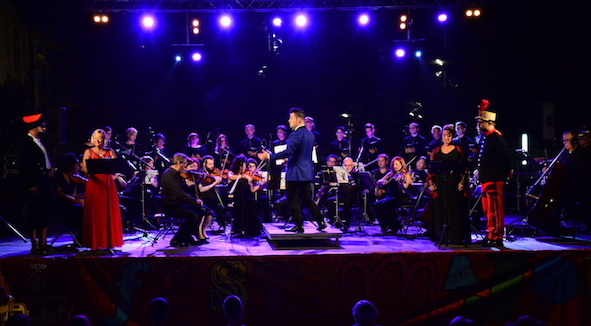
Rondó final de L'Aplec del Remei en Ripollet

El 26 de agosto se hizo un primer estreno durante la Fiesta Mayor de Ripollet, en la Plaza del Molino de la localidad vallesana.
La interpretación fue a cargo de la Orquesta Sinfónica de la Escuela de Música de Gràcia de Barcelona y el Coro Ves del Vallès de la Sociedad Coral El Vallès de Ripollet.
El espectáculo fue en formato de concierto, con la narración del mismo director de orquesta, Bruno Nájera.
El reparto fue el siguiente:
- Tuietes (soprano):  Marta Carrillo Ribas
- Doña Paz y Vendedora de Turrat (soprano): Carme Miró
- Giménez (tenor): Lluís Giménez Puig
- Enano y Blai (barítono): Jaume Casalí

### Caldes de Montbui, 15 de octubre de 2017. Casino de Caldas

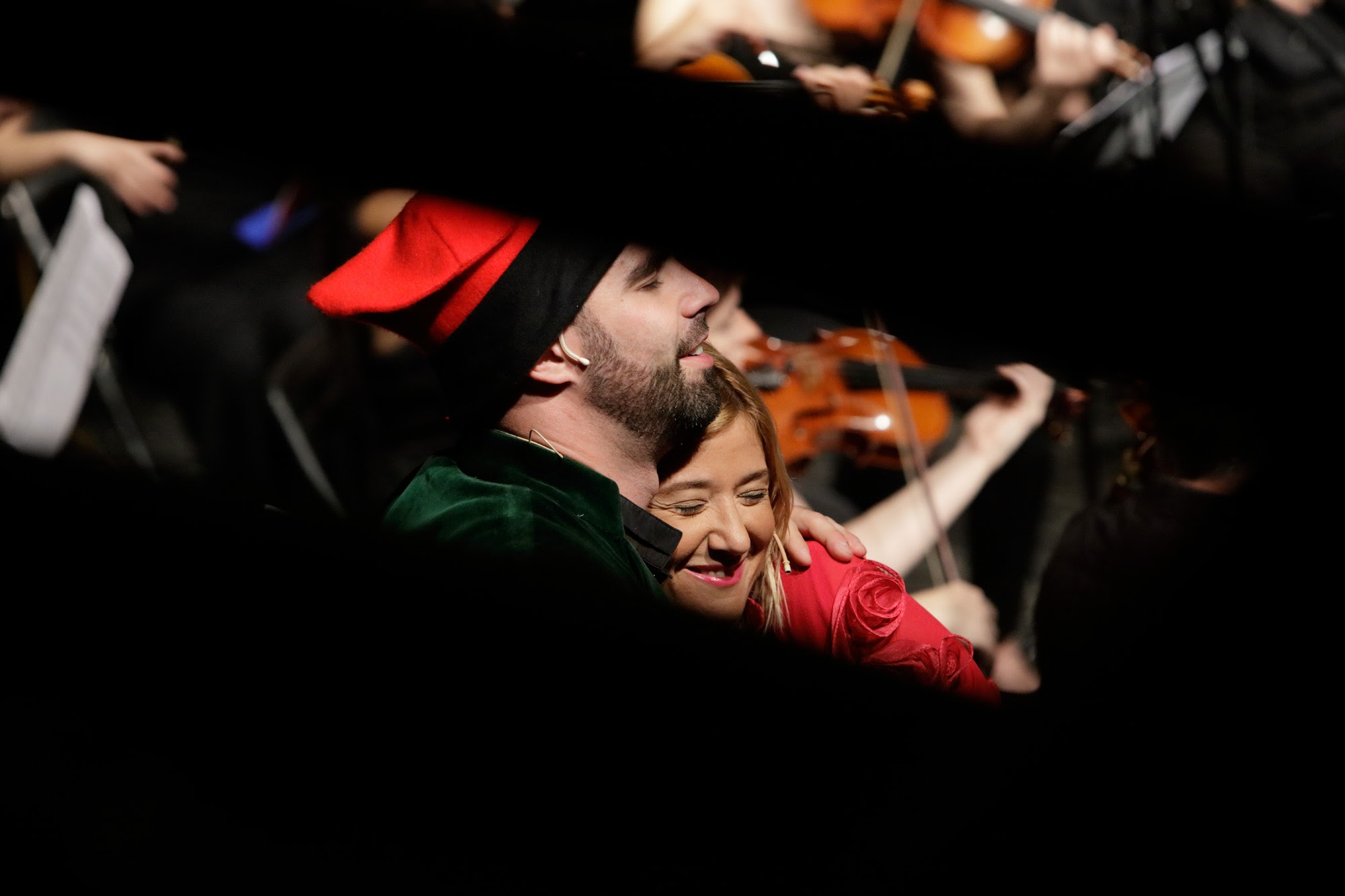
Marta Carrillo Ribas y Jaume Casalí, ente los papeles de Tuietes y Nan.

Un segundo estreno se realizó en la localidad donde Josep Anselm Clavé, el compositor, se inspiró y localizó la historia y sus protagonistas: Caldas de Montbui.
La interpretación fue a cargo de la Orquesta Sinfónica de la Escuela de Música de Gracia de Barcelona y el Coro Ves del Vallès de la Sociedad Coral El Vallès de Ripollet.
El espectáculo fue con narración del actor Jordi González Figueras.
La zarzuela fue producida y dirigida por el director Bruno Nájera.
También contó con una descripción y visión histórico-crítica a cargo del investigador Roger Canadell. Canadell presentó la figura de Clavé en Caldas de Montbui y el impacto político y cultural de su pensamiento.
El reparto de la zarzuela fue el siguiente:
- Tuietes (soprano): Marta Carrillo Ribas
- Doña Paz y Vendedora de Turrat (soprano): Carme Miró
- Giménez (tenor): Lluís Giménez Puig
- Enano y Blai (barítono): Jaume Casalí